# Campionato serbo di rugby a 15
Il Prvenstvo Srbije u ragbiju 15  è la maggior competizione nazionale di rugby a 15 maschile in Serbia gestita dalla RSS.
Il campionato fu fondato nel 2006 dopo la separazione tra Serbia e Montenegro.

## Albo d'oro
| Stagione  | Vincitore     | 2º posto     |
| --------- | ------------- | ------------ |
| 2006-2007 | Rad           | Dorćol       |
| 2007-2008 | Rad           | Partizan     |
| 2008-2009 | Rad           | Partizan     |
| 2009-2010 | Rad           | Partizan     |
| 2010-2011 | Rad           | Partizan     |
| 2011-2012 | Rad           | Stella Rossa |
| 2012-2013 | Rad           | Stella Rossa |
| 2013-2014 | Non disputato |              |
| 2014-2015 | Stella Rossa  | Rad          |
| 2015-2016 | Stella Rossa  | Partizan     |
| 2016-2017 | Rad           | Partizan     |
| 2017-2018 | Partizan      | Rad          |
| 2018-2019 | Partizan      | Rad          |
| 2019-2020 | Partizan      | Rad          |
| 2020-2021 | Partizan      | Rad          |

## Vittorie per squadra
| Squadra      | Titoli | Anni                                                                            |
| ------------ | ------ | ------------------------------------------------------------------------------- |
| Rad          | 8      | 2006-07, 2007-08, 2008-09, 2009-10, 2010-11, 2011-12, 2012-13, 2013-14, 2016-17 |
| Partizan     | 4      | 2017-18, 2018-19, 2019-20, 2020-21                                              |
| Stella Rossa | 2      | 2014-15, 2015-16                                                                |